# Grenze zwischen Guinea-Bissau und Senegal

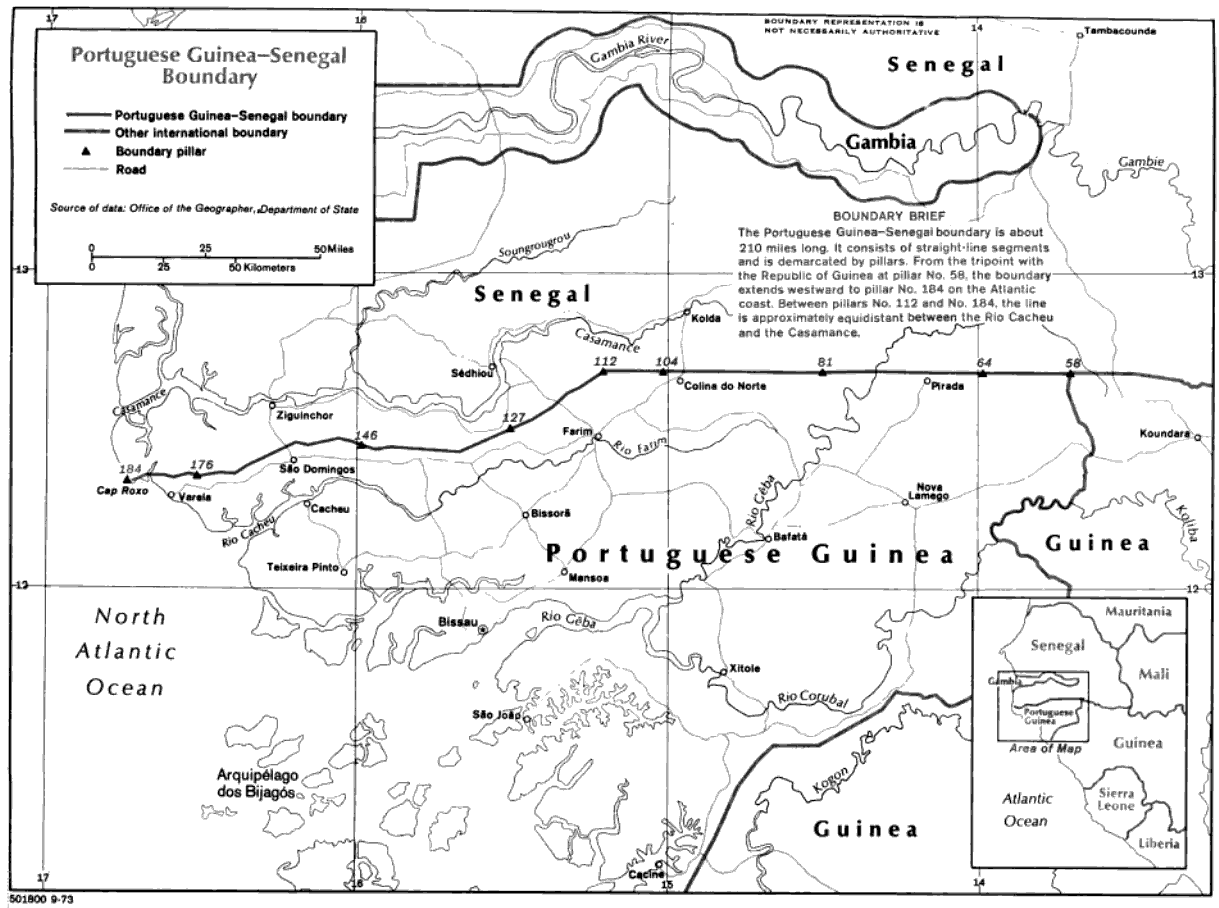
Karte des Grenzverlaufs (Guinea-Bissau noch als Portuguese Guinea)

Die Grenze zwischen Guinea-Bissau und Senegal trennt als internationale Land- und Seegrenze diese beiden Staaten. Die Länge der Grenze wird mit 341 oder 338 km angegeben. Sie verläuft vom Atlantischen Ozean zum Dreiländereck mit Guinea.

## Geschichte
Das Gebiet des heutigen Guinea-Bissau wurde von Portugal ab der Mitte des 15. Jahrhunderts erkundet; Bissau wurde 1765 gegründet. Die portugiesische Herrschaft beschränkte sich zunächst auf wenige Niederlassungen, bis 1892 ein Militärbezirk an der Küste geschaffen wurde. Über die Insel Bolama entstand ein Streit mit dem Vereinigten Königreich, der durch einen Schiedsspruch 1870 zugunsten Portugals entschieden wurde. Frankreich, das die senegalesischen Küstengebiete schon seit dem 17. Jahrhundert zu kolonialisieren begonnen hatte, dehnte sein Einflussgebiet im späten 19. Jahrhundert aus. Das Gebiet südlich des Flusses Casamance im südlichen Senegal wurde von Frankreich beansprucht und diesem zugesprochen; Frankreich erkannte im Gegenzug die Grenzen Portugiesisch-Guineas an. Frankreich und Portugal unterzeichneten am 12. Mai 1886 ein Grenzabkommen, das die heutigen Grenzen von Guinea-Bissau mit dem Senegal und Guinea umfasste. Eine gemeinsame Grenzkommission besorgte von 1900 bis 1905 die Vermarkung im Gelände mit 184 Grenzsteinen, davon die Steine 58 bis 184 an der Grenze Senegal/Portugiesisch-Guinea. Der Grenzverlauf wurde durch einen Notenwechsel in den Jahren 1905/1906 bestätigt. Bis zum Staatsstreich in Portugal vom 28. Mai 1926 war der größte Teil von Portugiesisch-Guinea unterworfen. 1951 wurde die Kolonie zur Überseeprovinz. Ab 1961 führte die Unabhängigkeitsbewegung Partido Africano da Independência da Guiné e Cabo Verde (PAICG) einen Befreiungskrieg, der nach der Nelkenrevolution in Portugal 1975 zur Unabhängigkeit von Guinea-Bissau führte.

## Grenzverlauf

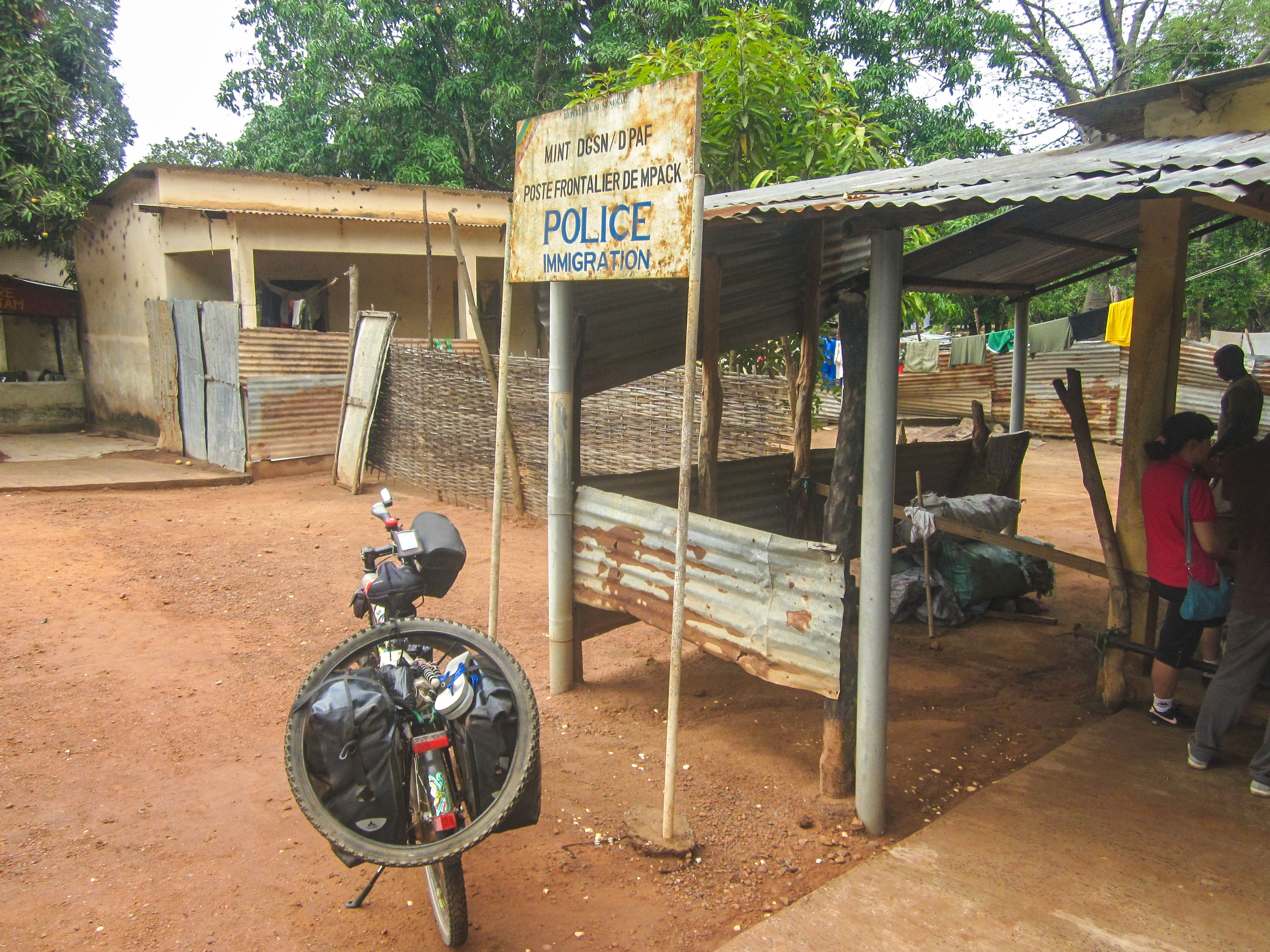
Senegalesische Grenzstation in Mpack; Standort: 12°27′15,08″N, 16°13′47,15″W

Die Grenze verläuft von der Atlantikküste (Grenzstein 184) am Kap Roxo generell nach Osten zum  Dreiländereck mit Guinea. Sie verläuft bis zum Grenzstein 112 in annähernd äquidistantem Abstand zu den Flüssen Casamance im Senegal und Rio Cacheu in Guinea-Bissau. Vom Grenzstein 112 bis zum Dreiländereck am Grenzstein 58 (12°40'48"N, 13°42'36"W) verläuft sie geradlinig in west-östlicher Richtung auf etwa 12°40‘ nördlicher Breite.

## Orte in Grenznähe

### Guinea-Bissau
- Varela
- Susana
- São Domingos
- Sedendal
- Ingore
- Barro
- Bigene
- Dungal
- Cuntima
- Cambaju
- Sare Bacar
- Pirada

### Senegal
- Samine-Escale
- Mpack
- Tanaff
- Kamboua
- Salikégné
- Koumbakara